# 752
Cette page concerne l'année 752  du calendrier julien. Pour l'année 752 av. J.-C., voir 752 av. J.-C.
L'année 752 est une année bissextile qui commence un samedi.

## Événements
- Mars : Pépin dit le Bref (v. 715-768), maire des palais de Bourgogne et de Neustrie (741), régent d'Austrasie (747), est sacré roi des Francs par plusieurs évêques du royaume réunis à Soissons. Avec lui, débute la dynastie des Carolingiens[1].
- 25 mars : début du pontificat d'Étienne II (fin en 757)[2].
  - Aistolf, roi des Lombards, après avoir pris l’exarchat de Ravenne, réclame sa soumission au pape Étienne II. À l’appel du pape, l’empereur byzantin envoie une ambassade auprès d’Aistolf, qui la reçoit mais se refuse à toute concession. Le pape se rend alors lui-même à Pavie (14 octobre 753) et subit à son tour un échec. Il part pour la cour de Pépin le Bref pour demander de l’aide (6 janvier 754)[3].
- 9 avril : consécration du Grand Bouddha du Tōdai-ji à Nara au Japon (550 tonnes, 16 m de haut en bronze)[4].

- Pépin le Bref reconquiert la Septimanie. Il établit son pouvoir sur Nîmes, Maguelonne, Agde et Béziers qui lui sont livrées par le Goth Ansemond. Il met le siège devant Narbonne (752-759)[5].
- Expéditions musulmanes contre la Sicile, la Sardaigne et les côtes de la Gaule[6].
- Hotimir devient duc de Carantanie (future Carinthie) (752-769). Sous son règne, la Carantanie est rattachée à l’archevêché de Salzbourg. Il paie un impôt à l’archevêque qui est représenté par un certain Majoran[7].

## Naissances en 752
- Irène, impératrice byzantine (année de naissance incertaine).

## Décès en 752
- 14 ou 22 mars : Zacharie (pape)
- 23 mars : Étienne pape non reconnu, trois jours après son élection.